# Radek Sňozík
Radek Sňozík (17 ottobre 1975) è un ex calciatore ceco, di ruolo portiere.